# متلازمة ولفرام
متلازمة ولفرام (بالإنجليزية: Wolfram syndrome) هو مرض وراثي يتسبب بالسكري وضمور بصري وصمم وأمراض أخرى مختلفة.
من التسميات الأخرى له باللغة الإنكليزية DIDMOAD، وهو مختصر لأوائل الكلمات التالية: (diabetes insipidus وdiabetes mellitus وoptic atrophy وdeafness).
يعد الدكتور دون ولفرام أول من لاحظ هذه المتلازمة في أربعة أشقاء عام 1938. يؤثر المرض على الجهاز العصبي المركزي وخصوصا جذع الدماغ.

## الأنواع
كان يعتقد أن متلازمة ولفرام سببها خلل في الميتوكوندريا، لكنه حاليا يعتقد أنه السبب خلل في الشبكة الإندوبلازمية.
يوجد نوعين من متلازمة ولفرام بحسب النوع الجيني:
1. متلازمة ولفرام النوع الأول (WFS1)[5]، بسبب خلل في المورثة WFS1.[6]
2. متلازمة ولفرام النوع الثاني (WFS2)[7]، بسبب خلل في المورثة .[8] CISD2

## العلاج
لا يوجد علاج مباشر لمتلازمة ولفرام، لكن العلاج يتضمن علاج مضاعفات المتلازمة مثل السكري ومرض السكري الكاذب.

## الأبحاث
الأبحاث هو تصميم تجارب لعلاجات المتلازمة تجري في مجموعة دراسة ولفرام في جامعة واشنطن، يدعمها مؤسسة جاك وج.ت. سنو للبحث العلمي لأبحاث ولفرام.